# Bembidion triviale
Bembidion triviale är en skalbaggsart som beskrevs av Thomas Casey. Bembidion triviale ingår i släktet Bembidion och familjen jordlöpare. Inga underarter finns listade i Catalogue of Life.